# Lilana Panajotowa
Lilana Nikołaewna Panajotowa, po mężu Iwanowa (buł. Лиляна Николаева Панайотова (Иванова), ur. 17 marca 1956 w Warnie) – bułgarska lekkoatletka, sprinterka i specjalistka skoku w dal, dwukrotna uczestniczka igrzysk olimpijskich.

## Kariera sportowa
Zajęła 10. miejsce w skoku w dal na halowych mistrzostwach Europy w 1976 w Monachium. Na igrzyskach olimpijskich w 1976 w Montrealu odpadła w ćwierćfinale biegu na 200 metrów i kwalifikacjach skoku w dal.
Zajęła 8. miejsce w finale biegu na 200 metrów i 4. miejsce w sztafecie 4 × 100 metrów na mistrzostwach Europy w 1978 w Pradze. Na igrzyskach olimpijskich w 1980 w Moskwie zajęła 4. miejsce w sztafecie 4 × 100 metrów oraz odpadła w półfinale biegu na 200 metrów.
Nie wzięła udziału w igrzyskach olimpijskich w 1984 w Los Angeles wskutek ich bojkotu przez Bułgarię. Na zawodach „Przyjaźń-84” rozgrywanych w Pradze dla lekkoatletek z państw bojkotujących te igrzyska  zwyciężyła w sztafecie 4 × 100 metrów (sztafeta bułgarska biegła w składzie: Pepa Pawłowa, Anelija Nunewa, Nadeżda Georgiewa i Iwanowa).
Czterokrotnie zwyciężała w biegu na 100 metrów i biegu na 200 metrów (na obu dystansach w latach 1975, 1976, 1978 i 1979) na mistrzostwach krajów bałkańskich.
Była mistrzynią Bułgarii w biegu na 100 metrów w 1975, 1976, 1978 i 1979, w biegu na 200 metrów w 1974, 1975, 1979 i 1980 oraz w skoku w dal w 1973 i 1976, a także halową mistrzynią swego kraju w biegu na 60 metrów w 1976, w biegu na 200 metrów w 1983 i w skoku w dal w 1976.
Dwukrotnie poprawiała rekord Bułgarii w biegu na 100  metrów do czasu 11,23 s, uzyskanego 29 lipca 1979 w Sofii, czterokrotnie w biegu na 200 metrów do wyniku 22,73 s, osiągniętego tego samego dnia oraz trzykrotnie w sztafecie 4 × 100 metrów do czasu 42,76 s, osiągniętego 1 sierpnia 1980 w Moskwie.

## Rekordy życiowe
Rekordy życiowe Panajotowej:
- bieg na 100 metrów – 11,23 s (29 lipca 1979, Sofia)
- bieg na 200 metrów – 22,73 s (29 lipca 1979, Sofia)
- skok w dal - 6,71 m (9 maja 1976, Sofia)

## Rodzina
Jej mężem był przez pewien czas Władimir Iwanow, bułgarski lekkoatleta sprinter, olimpijczyk z 1980. Mieli dwie córki. Jedna z nich Nora Iwanowa była mistrzynią Europy juniorów w 1995, później reprezentującą Turcję i Austrię.